# Don't Let the Devil Ruin It All
"Don't Let the Devil Ruin It All" är en sång av den svenske indierockartisten Timo Räisänen från 2005. Låten utgör spår nummer tio på dennes debutalbum Lovers Are Lonely (2005), men utgavs också som singel samma år.

## Låtlista
1. "Don't Let the Devil Ruin It All"
2. "Time for Me to Fly"

## Listplaceringar
| Lista (2006) | Topplacering |
| ------------ | ------------ |
| Sverige      | 52           |

### Fotnoter
1. ↑  ”Timo Räisänen”. Svensk mediedatabas. http://smdb.kb.se/catalog/search?q=Timo+R%C3%A4is%C3%A4nen+typ%3Afonogram&sort=OLDEST. Läst 17 juni 2012.
2. ↑  Listplacering